# El socio (novela)
El socio es la octava novela del escritor estadounidense John Grisham, publicada en el año 1997. La historia del libro comienza donde algunas novelas de Grisham normalmente concluyen (La Firma, El jurado, El estafador), con el protagonista ganando amplias sumas de dinero sin ningún control por parte de las entidades bancarias. En El socio esta situación no garantiza un final feliz, debido principalmente a los errores cometidos por el protagonista en el pasado.

## Sinopsis
Patrick S. Lanigan había muerto en un accidente de tráfico en febrero de 1992 y estaba enterrado en Biloxi, Misisipi. Sin embargo, seis semanas después de su muerte, noventa millones de dólares desaparecieron de las cuentas de su antigua empresa, lo que llevó a sospechar a sus socios que Patrick seguía con vida, disfrutando de toda su fortuna.